# IC 766
IC 766 ist eine linsenförmige Galaxie vom Hubble-Typ S0/a im Sternbild Rabe südlich der Ekliptik. Sie ist schätzungsweise 188 Millionen Lichtjahre von der Milchstraße entfernt und hat einen Durchmesser von etwa 70.000 Lichtjahren. 

Im selben Himmelsareal befindet sich u. a. die Galaxie NGC 4188.
Das Objekt wurde am 19. April 1892 vom französischen Astronomen Stéphane Javelle entdeckt.